# Gunnesbo (stacja kolejowa)
Gunnesbo (szwedzki: Gunnesbo station) – stacja kolejowa w Gunnesbo, w dzielnicy Lund, w regionie Skania, w Szwecji. Stacja została otwarta 1 czerwca 1986, by obsługiwać nowo wybudowane dzielnice Nöbbelöv i Gunnesbo wzdłuż Västkustbanan. Jest obsługiwana przez pociągi Pågatågen. 
Stacja została rozbudowana w latach 2003-2005 do dwóch torów.

## Linie kolejowe
- Västkustbanan